# ウクライナIT軍
ウクライナIT軍（ウクライナITぐん、ウクライナ語: IT-армія України、英語: IT Army of Ukraine）は、2022年ロシアのウクライナ侵攻後、ウクライナのインターネット防衛とロシアへのサイバー攻撃を行うために設立されたボランティアによるサイバー戦争組織である。「IT部隊」と表記されることもある。

## 創設
ウクライナは過去何年もロシアからサイバー攻撃を受けており、侵攻前日の23日にもワイパーによる大規模なサイバー攻撃により複数の政府機関サイトがアクセス不能に陥った。
2月24日、ロシアのウクライナ侵攻が開始されるとウォロディミル・ゼレンスキー大統領は国民総動員令に署名し、ウクライナ国防省が民間企業を通してネット上のハッカーフォーラムに広告を出し、サイバーセキュリティの専門家や地下のハッカー達に水面下で支援を呼びかけた。ウクライナはアメリカのように専門のサイバー軍や部隊を持っておらず苦肉の策だった。ウクライナのサイバーセキュリティ企業創設者であるイェゴール・アウシェフは同国内の専門家やハッカーに対し「我が国のサイバー防衛に参加する時が来た」と述べた。募集初日の段階で数百人の応募者があり、これから政府の審査が始まる予定だという。しかしアウシェフは「ウクライナのサイバー軍構築の取り組みは遅すぎた」と後悔も口にしている。 
26日にミハイロ・フェドロフ副首相兼デジタル転換相がIT軍の創設を発表した。ウクライナ政府は同国のインフラを守護し、ロシア軍に対するサイバースパイ任務を行うために、民間人から有志を募った。志願者はソーシャル・エンジニアリング、マルウェア開発、DDoS攻撃など12分野の中から得意分野を書いたGoogle Docの申請書類や、さらに身元証明書の提出と、信頼されている既存メンバーからの推薦も必要とされている。義勇兵の身元調査を行うことについて、過去に赤十字国際員会のサイバー戦争の顧問を務めていたサイバーセキュリティ研究家は「組織や計画の管理は、かなり難しいのです」と課題を指摘した。
ウクライナは「東欧のシリコンバレー」と呼ばれIT技術者のレベルも高い。ソフトウェア企業Daxxによると、この5年間でウクライナの技術者を養成する年間教育予算は2倍に増えている。2021年のGDPに占める割合は6.6％に達し、世界的にもかなり高い割合である。大学進学者の半数が理系分野に進学し、国内にはデベロッパーだけで、25万人の人材がいるとされる。プログラマーのスキル評価ツールでは平均スコアは93.17％と世界5位に位置しているほか、TopCoderランキングでも上位に入るなど、ウクライナのスキルの高さはトップレベルとされる。
参加した男性によると、領土防衛隊への入隊を望んだが希望者が多く、招集まで待機するよう指示されたため、まずIT軍へ参加したという。首都キエフ在住の女性は「逃げるつもりはない。武器はないけれど、私なりに戦う」と加入理由を明かしている。

## 外国勢の参加
開戦後まもなく、国際ハッカー集団アノニマスはロシアへ攻撃を予告していた。
同じくベラルーシの反体制派ハッカー集団サイバー・パルチザンも24日には「ウクライナ人とベラルーシ人の共通の敵は、プーチンとクレムリンと帝国主義的政権だ」とウクライナへの支援を表明。ロシア軍の進軍を遅らせるため同国内の鉄道をダウンさせたと主張した。
フランスに拠点を置くAgainstTheWestも普段は中国への攻撃を行っているが、今はウクライナのために動いているとされる。さらにフィンランドのNB65-Finland、トルコのMonarch Turkish Hacktivistsなどのハクティビスト集団の参加も確認されている。
2月28日、日本の匿名掲示板5ちゃんねるでも協力を表明する者が現れた。参加が呼びかけている関係者は取材に対し「ウクライナを少しでも助けたいという思いとやらない善よりやる偽善」という信条の元「IT ARMY of 5ch」を結成したと答えた。
イギリスのガーディアン紙は、ニューヨークの20代女性やリトアニアの30代ITスペシャリスト、デンマークの40代エンジニアなどが世界各地からIT軍に参加していると紹介している。スイス在住の10代の若者は「ハッカーとして腕に覚えがあり、そしてウクライナの人々一人ひとりに胸を痛めています。ウクライナの人々に寄り添い、どうにか助けになりたいのです」と答えている。
3月4日、ウクライナ国家特殊通信・情報保護局のゾラ副局長は、IT軍がロシア軍のシステムを攻撃することでウクライナを支援してくれているとコメントした。
世界中のハッカーが志願しているが、非国家主体の参入が増えたことで、情報操作や不透明なサイバー作戦が横行する戦争と化し始め、ウクライナのデジタルトランスフォーメーション(DX)担当副大臣のアレックス・ボルニャコフは「誰が何をしているのか、正確にはわからない」と語り、既に統率がウクライナ政府関係者にとっても困難だと述べている。
3月14日、フェドロフは「ウクライナへの支援に感謝します」という動画を投稿した。日本へは岸田文雄のニュース映像を取り上げ「日本、ありがとうございました」と日本語で感謝を表した。各国政府へのコメントが多かったが、アノニマスなども紹介され「遠い隣国の人たちへ、皆さんに感謝します」と述べた。「世界初のサイバー戦争が、私たちの前で展開している。私たちはサイバー空間で、侵略者に勝っている」と善戦していることを報告した。
3月中旬、ゾラ副局長はIT軍のサイバー攻撃に感謝しつつ「それは志願者たちの独自のイニシアチブであり、彼らの活動は政府が調整しているものではない。我々はあくまでもウクライナのインフラの防御に今後も注力する」と、ボランティアのサイバー攻撃と政府との関係に距離を置く発言をしている。
3月22日、フェドロフはIT軍の参加者（Telegramのフォロワー数）が30万人に登るとインタビューで答えている。

## 目的
組織に参加した有志は、アウシェフがリーダーを務める攻撃を担当するサイバー部隊と、防御を担当する部隊に分けられる。攻撃部隊は、ロシア軍に対するサイバースパイ作戦やロシア政府・国営企業などへの攻撃を担当し、防衛部隊はロシアのハッカー組織から、ウクライナの発電所や水道などのインフラストラクチャを守る役割を担う。フェドロフは「IT ARMY of Ukraine」チャンネルから、サイバー攻撃やDDoS攻撃の指定先としてロシアの国家機関や企業や、フェイクニュースを発信しているとしてテレビ局のYouTubeチャンネルなど31件の攻撃対象リストを挙げた。
フェドロフは「サイバー戦線でも戦い続ける」と意気込んでおり、アウシェフも「（首都の）キエフがたとえ陥落しても、ボランティア・チームは解散せず、ウクライナの防御とクレムリンへの攻撃を続行する」と語っている。
ハッキングスキルを持たない者にも、今回の戦争について間違った情報を流しているアカウントの報告など別のタスクが要請されている。登録はTelegramのパブリックチャンネルにあるJoin（参加）ボタンをタップするだけとなっている。フェドロフは「誰にでも任務がある。われわれはサイバー戦線で戦い続ける」とボランティアハッカーに参加するよう呼びかけた。
ウクライナIT軍が敵だと名指ししているは、国連でロシア寄りの立場を見せる北朝鮮、エリトリア、シリア、ベラルーシの4カ国である。

## 新技術の活用
SNS
ゼレンスキーはInstagram1587万人、X(旧ツイッター)740万人、フェイスブックに260万人のフォロワーと持つ。軍事力では圧倒的に劣るウクライナは、SNSを駆使しハイブリッド戦争を戦っている。
SNS戦略のもう一人のキーマンであるフェドロフは、多国籍企業に対しロシアをボイコットするよう呼びかけている。ロシアで営業を続ける企業に倫理を問いかけ、拒否された場合は「この企業はロシアで取引し、その金でウクライナの子供を殺している。恥ずべきこと」と批判している。SNSを利用し呼びかけるのは、メールなどだと企業側に「見てない」と無視される可能性があるためで、フェドロフによるとほとんどの企業はビジネスを中止したとしている。石油大手のシェルやトタルエナジーズ、日本のユニクロなどはロシアでの事業継続を宣言したが、大きな批判を浴び後に撤回している。
またインフルエンサーや一般人がSNSで悲惨な戦争の様子をリアルタイムで伝え、防空壕で少女が『アナと雪の女王』を歌う動画も投稿された。こうしたした市民の力もあり国際世論を味方につけているとされる。
アプリ
IT軍の命令は秘匿性の高いチャットアプリTelegramを介して下される。アウシェフが指揮するチームはキエフから離れて活動しており、暗号化メッセージアプリ「シグナル」などのより匿名性の高い手段でコミュニケーションを取りながらロシアのインフラを破壊する長期的な計画も練っている。
暗号通貨およびNFT
軍のための資金調達も始めており、暗号通貨による募金受け付けている。3月20日時点で、6000万ドル（約72億円）を受け取ったとしている。
「Never Forget This」と名付けた戦争の記録を時系列で集めたNFTを予定している。他のにも民間団体や個人もNFTを使った取り組みを行っている。開戦前は圧倒的な軍事力の差により数日で陥落すると想定されていたが、IT軍や暗号資産による資金調達などがこの戦争で非常に重要な役割を果たしているとフェドロフは語っている。

## 活動実績
- アノニマスは国営のタス通信(TASS)、ロシア通信(RIA)、日刊紙コメルサントとイズベスチヤ、雑誌『フォーブス』のロシア支部への攻撃を行った。サイトは改竄され「（ウクライナ侵攻は）何か国民の利益になるのか？ プーチンが歴史書をつくるために？ これは私たちの戦争ではない、終わらせよう！」とロシア語でメッセージを載せた[37]。ロシア大統領府はアノニマスからの攻撃について否定したが、国営テレビ局RTは、1億以上の機器から大規模なDDoS攻撃を受けたと明かした[9]。28日になってロシア側は攻撃はアノニマスによるものだったと名指しし「主にアメリカからだ」と主張した[6]。

- 2月28日、IT軍はモスクワ証券取引所のサイトをハッキングし、ダウンさせるまで5分しかかからなかったと報告した[38][39][40]。同日、ロシア最大の銀行であるロシア貯蓄銀行、ロシアとベラルーシの両政府のWebサイト、ロシア連邦保安庁(FSB)、ベラルーシの国家通信社BelTAなどにも攻撃を仕掛けた[36][41]。これらの攻撃を受けロシアは政府ポータルサイトへの国外からのアクセスを完全にブロックして対応していると報じられている[42]。

- アノニマスはロシア国防省のデータベースに侵入し、兵士10万人分の氏名や住所、身分証、パスワード、電話番号などの個人情報をネット上にリークし始めた[43]。またベラルーシの軍需企業Tetraedrにも侵入し、ロシアを後方支援していたと暴露した[9]。

- ロイター通信によると、IT軍は侵攻中のロシア軍に物資が届かないように、ロシアの送電網や兵士輸送に使われるベラルーシの鉄道、GPSの代替として使用される衛星測位システムGLONASSなど、重要なインフラを攻撃しているという[2][44]。
- ３月初旬ごろより、ロシア大使館のウェブサイトが、5ちゃんねるの有志が集まって組織された「IT ARMY of 5ch」によるDDos攻撃のため、閲覧不可または表示に非常にかなりの時間を要するようになる。

- 3月3日、ロシア国営電力会社ロセッティが運用する電気自動車の充電スタンドがハッキングされ、「プーチンはクソ野郎」「ウクライナに栄光あれ、英雄に栄光あれ」等のメッセージが表示された。主な部品はウクライナ製でコントローラー内に秘密裏にアクセスできるバックドアが仕込まれていた[45]。

- IT軍はロシアのプロパガンダ対策として攻撃を伴わない活動も開始。情報統制によりロシア国民にほとんど真実が伝わっていないとして、Google マップのロシアのレストランやショップのレビューで、ウクライナで何が起こっているかを伝えて欲しいと呼びかけた。また評価は5つ星を付けるよう求めたが、これは店舗の評価を不当に下げないための配慮だという。しかしこの行動は察知されレビューは削除され[46]、Googleや旅行情報サイトのトリップアドバイザーは、後にロシアとウクライナの店舗に対するレビュー機能を停止した[47]。Anonleaksという別のグループはMinecraft等のゲームや出会い系アプリで同様の行為を行っているという[46]。
- 3月6日、Squad303と名乗るポーランドのハッカー集団が、ロシア国内のすべての企業・個人の電話番号とメールアドレスを取得し、ロシア国民や企業にランダムに反戦メッセージを送るWebサイト[48]を開設した[49]。
- 3月7日、アノニマスはロシアの国営テレビ局Russia-24とMoscow24、テレビ局のチャンネル1、さらに動画配信サイトのWink、Iviをハッキングし反戦メッセージを流した[50]。ツイッターの犯行声明では「現段階で、この紛争を止める最も平和的な方法はロシア国民が立ち上がってプーチンを追放すること。我々は皆さんを支援し、サイバー的支援を提供する」とロシア国民に呼び掛けた[51]。この報告に対し、ウクライナ語では「最高、ブラボー」、英語で「信じられないほど強力な行動をした。よくやった」、日本語で「かっこよすぎる」「味方につくと強ぇな」「ウクライナを助けてあげて」、スペイン語で「ロシアのテレビで真実を語ってくれてありがとう。すばらしい仕事」など、世界中から賞賛する声が多数寄せられた[52][53]。

- 3月8日時点で、セキュリティ専門家によるとIT軍は少なくとも237のロシアのウェブサイトを攻撃した[21]。

- 3月15日、ウクライナ保安庁(SBU)はロシア軍から部隊への指令伝達に加担したハッカーを拘束したと発表した[54]。

- 3月21日、ロシアの大衆紙コムソモリスカヤ・プラウダが「ロシア国防省の情報として露軍9861人が戦死した」とする記事を掲載するも、その後削除した。同紙は「ハッキングで虚偽情報が記載された」と説明した[55]。

- 3月23日、ロシアでの事業継続を宣言していたスイスの食品大手ネスレは、世界的な批判とアノニマスからの攻撃を受け、離乳食や生活必需品を除く製品の輸出入停止を発表した[33]。

- 3月24日、アノニマスはロシア銀行からデータを盗み出し、48時間以内に3万5000以上の内部文書を公開すると発表した[56]。

- 4月7日、党首セルゲイ・ミロノフの北海道領有発言[57][58]に対する反発で、公正ロシア公式ホームページがサイバー攻撃を受けてダウンする[59]。
- 8月27日、アノニマスはロシアのタクシー配車サービス「Yandex Taxi」を標的としたハッキングを行い、機能不全にさせる。これにより各地で駅を中心にタクシーの渋滞待ちが発生をした[60][61]。
- 9月14日、ロシアのOtkritie FC Bankは、DDoS攻撃を受け電子決済サービスの一部に障害が出たと発表した[62]。ウクライナIT軍は、この攻撃に関与したことを公式のテレグラムおよびTwitterで発表した[63]。

## ロシアからの攻撃
ロシアは世界第2位といわれるほど強力なサイバー軍を保有しているとされる。

### 第一波
ロシアがウクライナに侵攻する際には、同時に激しいサイバー攻撃も行われるとセキュリティ専門家らは考えていたが、ロシアからのサイバー攻撃の第一波による深刻な被害は確認されていない。Googleの専門家は2月28日のニューヨーク・タイムズで「予想より控えめだった」とコメントし、同紙は「ロシア自慢のサイバー能力はここ数年でおろそかにされ、それほど広範なダメージを引き起こさず、抑制や防御がしやすい安価で効果の低いサイバー兵器開発を優先するようになったように見える」と分析した。慶應義塾大学の土屋大洋は、ロシアが想定していなかった形のサイバー戦争になっていると指摘。2014年のクリミア危機の時にはあっさりと制圧できたが、今回は想定した期間でのサイバー空間の制圧は難しいと語った。米上院情報委員会は、アメリカが特定している最大のロシア系ハッカー集団がまだ使われていないと述べている。軍事ジャーナリストの世良光弘は「今回は動きが鈍い上に後出し。内部統制が取れておらず、苦戦に焦った組織がバラバラに動いているからではないか」と分析している。
フェドロフはロシアからインフラに対するサイバー攻撃は行われているが、ウクライナはクリミア侵攻が始まった8年前からサイバー攻撃に対する防衛ノウハウを蓄積しており、ロシアはあまり成果が挙げられていないとしている。

### ウクライナのネット遮断
世界のネット接続状況を監視するイギリスの団体ネットブロックスによると、侵攻後ロシアによって行われたと推測されるウクライナのネット遮断が相次いでいる。侵攻当日の2月24日、ウクライナを含む欧州でインターネットの提供に使われているビアサットの衛星モデムがサイバー攻撃を受けてダウンした。
2月26日にフェドロフはイーロン・マスクに対しインターネット通信衛星スターリンクによる支援を呼びかけた。そのわずか10時間後、「ウクライナでサービスが利用できるようになった。端末をさらに運んでいる」と返信。3月1日にネット受信用アンテナが到着。200メガビット以上の通信速度が観測されており、ロシアのネット遮断が上手くいっていないとされる。3月3日、マスクはロシア軍の空爆の標的にされる可能性があるとして十分注意して利用するよう警告した。フェドロフは「何千という地域で使っている」さらに「ロシアのハッカーたちも検知できていない」とも語っている。
3月にはウクライナのISPトリオランがロシアの攻撃でダウンしたと発表した。3月28日、国営通信会社Ukrtelecomは強力なサイバー攻撃を受けネットサービスが中断していると発表した。

### DDoS攻撃への防御
サイバー戦争においてロシアは防戦一方であるが、フェドロフはDDoS攻撃を防ぐ防弾ホスティング企業クラウドフレアに対しロシア向けのサービスの全面停止を求めた。同社のCEOは「打ち切るよう複数の要請を受けている」としながらも、専門家との議論を重ねた結果「ロシア人にはより多くのインターネットへのアクセスが必要だという結論に達した」としてこの要求を拒否した。同種のサービスを提供するアカマイ・テクノロジーズも、熟慮した上でロシアにおけるネットワークの維持を宣言した。
3月17日、ロシアのデジタル担当省は、政府や国有企業のサイトがこれまでの2、3倍に相当する前例のない攻撃を受けており、海外からのアクセスをフィルタリングするなどの対応を取っていると発表した。

### フェイクニュース
桜美林大学の平和博によると、2021年10月末にロシア軍がウクライナ国境付近に配備された時期に情報戦は始まっており、フェイク情報の量が1カ月前から30倍に増えたという。
2月27日、メタはウクライナのメディアサイトを装って、西側はウクライナを裏切る、ウクライナは失敗国家などと、親ロシアの主張を繰り返してきたアカウントを停止したと発表した。編集長を名乗る人物はAIによって作成された架空の人物だった。
ベラルーシが拠点とされるゴーストライターによる、ウクライナを貶めるためにフェイクニュースなどをばら撒く活動も確認されている。ウクライナがアメリカと協力し生物化学兵器を開発しているとする偽情報などもネットには流れており、これは偽旗作戦にあたるとされている。
3月16日、ウクライナのニュース番組で、ゼレンスキーが国民に対して「武器を捨てて戦闘をやめるよう」促す偽のテロップが表示された。同局は事実を認め、ロシアのハッカーによる行為だと非難した。
3月16日、YouTubeとメタは、ゼレンスキーの「降伏声明」がディープフェイクであると特定し、削除したと発表した。米シンクタンクの偽情報調査部門によるとこの動画は、Telegramに22万人のフォロワーを持つ親露派系アカウントにより投稿された。ゼレンスキーは投稿された30分後には、この動画を否定している。ウクライナ軍はロシアが情報戦の一環でディープフェイクを流す可能性を事前に指摘しており、国民に注意を促している。

### なりすまし詐欺
3月18日、イギリスのベン・ウォレス国防大臣はウクライナ大使館になりすました偽のメールを受け取り、ウクライナ首相と電話会談を行った。10分ほど話したあと不審に思い切ったという。ウォレスが「ロシアの偽情報」「必死の試みだ」と批判すると、内務大臣プリティ・パテルも「私にも同じ電話があった」「分断しようとする哀れな試みだ」と続けた。
他にも一般人のSNSアカウントを乗っ取り、ロシアの民間人がウクライナ軍の攻撃を受けたという偽動画を投稿している。

## 懸念

### 違法性
IT軍の関係者は「国や国民を守るために、わたしたちは手段を選びません」と語っているが、セキュリティ企業マンディアントは「ウクライナを支援する気高い行為だと考えることもできるが、各国の法律の解釈によってはハッキングにあたる場合がある」、セキュリティ関連ニュースサイトも「IT軍に参加し、ロシアの組織にサイバー攻撃したいと思うかもしれないが、大抵の国では違法行為である」と警告した。日本のセキュリティ会社Cross&Crown Security Intelligenceは日本で参加者が現れている現状に対し「この種の攻撃は電子計算機損壊等業務妨害罪に該当するとみられ、少なくとも日本では犯罪にあたります。よって、当然推奨されるものではありません」と、セキュリティ企業各社が安易な考えのサイバー攻撃には警鐘を鳴らしている。
3月4日、ウクライナの国家特殊通信局・副局長は、「2月24日に世界秩序が変わった」ため、あらゆるハッカーグループによるロシアに対する違法なサイバー攻撃を歓迎すると、行為の正当性を主張している。フェドロフ副首相も産経新聞の取材に対し「戦争を始めたのはロシアだ。IT軍は自衛が目的」と活動を正当化している。
ボランティアの多くも違法性を認識しながらも、法よりも人道的正義を優先し力になりたいと望んでいる。サイバースペースにおける戦時と平時の国際規範がどうあるべきか、早急に確立すべきという意見もある。
欧州連合は、サイバー攻撃の増加に懸念を表明し、7月19日に各国に対し、悪意のあるサイバー活動に対しての適切な行動を呼びかけている。

### 想定できない被害範囲
サイバー攻撃の対象にロシア政府や軍だけではなく、金融機関やエネルギー、鉄道などの民間企業も入っておりロシア国民の生活にも影響が出る可能性があること。また自己増殖するマルウェアやコンピュータウイルスが使用された場合、感染が攻撃者の想定以上に広がることが懸念されている。イギリスの国家サイバーセキュリティセンター(NCSC)の最高責任者は2017年ウクライナへのサイバー攻撃を例に挙げ、同攻撃も対象はウクライナだったはずが他国にも影響を及ぼし、最終的に100億ドル（1兆円）以上という過去最悪の被害がでたことで「サイバー攻撃は地理的な国境を気にしない」とコメントしている。

### サイバー戦争の拡大
2月25日にランサムウェアギャングContiが、ロシア政府への全面支援を公に宣言し「ロシア市民に対してサイバー戦を仕掛けようとする西側の挑発行為とアメリカの脅威に立ち向かうため、全能力を振り絞って反撃する」と報復を予告している。続いてロシアのサイバー犯罪集団Red BanditsやCoomingProjectも同様にロシア政府支援を表明した。
ZatoichiとKillnetなどハッカー集団は、アノニマスに対しても攻撃を行なっていると宣言している。
報復による被害を受けてさらに相互のサイバー攻撃が激化する可能性もあり、アメリカのCISA庁長官はウクライナ人の勇気には畏敬の念を表しつつも「私たちはロシアのサイバー作戦やランサムウェアの増加の余波に備える必要がある」と米国企業に警戒を呼びかけた。
アメリカのセキュリティ企業クラウドストライクの共同創業者ドミトリ・アルペロヴィッチは、「ロシアが本気を出して総力を挙げて攻撃してくれば、コロニアル・パイプラインの事件など子どものお遊びのように見えてしまうだろう」とサイバー戦争の激化を警告している。
一方、ロシアのサイバー犯罪集団の中でも、親ロシア派と親ウクライナ派に分かれる、前例のないイデオロギー分断が生じていると、アクセンチュアはサイバーセキュリティレポートで分析している。

### 攻撃の有効性
サイバーセキュリティ研究者のクリス・パートリッジはIT軍のDDoS攻撃について「私が追跡しているサイトのほとんどが、少なくとも一時的に機能を停止しており、サイトの運営者にコストを課しているという意味で、決定的な成功だ」と語っているが、軍事ジャーナリストの黒井文太郎は「アノニマスは成果を誇示することで知られるが、テレビのハッキングは嫌がらせ程度とみるべきだろう」とその効果を疑問視している。SBテクノロジーの辻伸弘は、DDoS攻撃の影響は企業にはあるだろうが、行政機関がダウンしてもさほどダメージはないとしている。ただし「ダウンさせた」と皆が騒いでくれるという側面もあり、問題意識を多くの人に知ってもらうという意味では、目的は達成されているとしている。

## サイバー戦争に対する各国の対応
アメリカ
イギリスのフィナンシャル・タイムズは、2021年10月に世界最強と言われるアメリカのサイバー部隊がウクライナ入りして防衛強化に協力しており、これがロシアによるサイバー攻撃を未然に防いでいるとしている。前年から既にアメリカとロシアのサイバー戦争は始まっていたとも言える。
3月21日、バイデン大統領は重要インフラを担う民間企業に警戒態勢を引き上げるよう求めた。ニューバーガー大統領副補佐官は、攻撃を受ければ報復する用意があると警告した。
3月25日、連邦通信委員会がロシアのセキュリティ企業カスペルスキーを国家安全保障上の脅威と見なすリストに追加した。
中国
中国のファーウェイは攻撃を受けているロシアのネットワークを安定させるための支援を行っていると報じられた。これに対し、FCバイエルン・ミュンヘン所属のロベルト・レヴァンドフスキは同社とのスポンサーシップを解消した。ファーウェイ本社に侵攻を非難する声明を出すよう求めていた英国法人の取締役2人が、本社に拒否されたため辞任すると発表した。
3月11日、中国国営の新華社は、侵攻後から中国のコンピュータが乗っ取られ攻撃に利用されていると報じた。標的の87％はロシアで、攻撃の大半はアメリカからだった。
4月2日、イギリス紙タイムズは、侵攻の直前に中国がウクライナに大規模なサイバー攻撃を仕掛けていたと報じた。専門家はロシアが事前に中国に侵攻計画を伝えていたことを裏付けているとした。中国は「2月上旬にロシアに北京五輪が閉幕するまで侵攻を始めないよう求めていた」との報道もある。
日本
3月1日、日本の松野博一官房長官はロシアによる報復を念頭に「産業界は改めて対策強化に努めていただきたい」と指示した。
3月15日、帝国データバンクは大企業の33.7％、中小企業の27.7％が1ヶ月以内にサイバー攻撃を受けたというデータを公表した。直接の因果関係は不明だが、ウクライナ情勢の緊迫化以降、トヨタの工場が停止したり、アニメの放映スケジュールに影響が出るなどの影響が日本にも出ている。サイバーセキュリティクラウドによると不正アクセス検知件数は、直近3ヶ月平均で最大25倍になっている。
3月17日、警視総監の大石吉彦は「サイバー空間の脅威は極めて深刻な情勢にある」と全国の警察署長に訓示した。
韓国
3月21日、韓国の国家情報院は公共分野のサイバー危機警報レベルを「関心」から「注意」に引き上げた。韓国国防部はサイバー防護態勢をIV級（脅威増加）からIII級（脅威向上）に引き上げた。